# Give my Love to London
 (juin 2020).
Albums de Marianne Faithfull
Horses And High Heels
(2011) No Exit
(2016)
Give my Love to London est le 20e album studio de la chanteuse britannique Marianne Faithfull. Trois des 11 titres sont des reprises ; The price of love des Everly Brothers, Going Home de Leonard Cohen et I get along without you very well (Except Sometimes) est un standard de Hoagy Carmichael datant de 1939 et basé sur un poème de Jane Brown Thompson. Nick Cave a collaboré avec Marianne sur une chanson Deep Water et lui en a aussi écrit une autre paroles et musique, Late victorian holocaust. Roger Waters a aussi composé une chanson pour Marianne, Sparrows will sing mais ne joue pas sur l'album. Steve Earle, Brian Eno, Mick Jones et Tom McRae sont parmi les musiciens sur l'album. 

## Liste des titres
1. Give my love to London (Marianne Faithfull / Steve Earle) – 3:56
2. Sparrows will sing (Roger Waters) – 3:51
3. True lies (Marianne  Faithfull / Dimitri Tikovoï / Ed Harcourt) – 2:29
4. Love more or less (Marianne Faithfull / Tom McRae) – 3:27
5. Late victorian holocaust (Nick Cave) – 4:27
6. The Price of love (Don Everly, Phil Everly)) - 2:16
7. Falling back (Marianne Faithfull / Anna Calvi) - 3:49
8. Deep water (Marianne Faithfull / Nick Cave) – 3:08
9. Mother wolf (Marianne Faithfull / Patrick Leonard) – 4:07
10. Going home (Leonard Cohen / Patrick Leonard) - 4:23
11. I get along without you very well (Except Sometimes) (Hoagy Carmichael) - 3:45

## Personnel
- Selon le livret inclut avec l'album :
- Marianne Faithfull : Chant
- Mick Jones : Guitare et cloche (1)
- Steve Earle : Guitare (1)
- Adrian Utley : Guitare (1–7, 9–11)
- Tom McRae : Guitare (4)
- Dimitri Tikovoï : Basse (1, 3, 5–7), guitare acoustique (3), percussion (1, 2, 6, 9), piano (2), orgue (3), batterie (2, 9), chœurs (2), arrangements des cordes (8)
- Ed Harcourt : Basse (2, 11), piano (3–11), orgue (4, 9), chœurs (3, 5, 7, 9, 10)
- Warren Ellis : Violon (1, 5), alto (1, 9), flûte alto (8)
- Gillon Cameron : Premier violon (5, 7, 11)
- Natalia Bonner : Second violon (5, 7, 11)
- Emma Owens : Alto (5, 7, 11)
- Ian Burdge : Violoncelle (5, 7, 11)
- Son of Dave : Harmonica (6)
- Rob Ellis : Piano, synthétiseur (2), harmonium (1), chœurs (2, 6, 7, 10), batterie (2, 6, 7), percussions (1, 2, 6, 7, 9), arrangements des cordes (5, 7, 11)
- Ben Christophers : Synthétiseur (4), pixiphone (5, 8), harmonium (8), harpe (11), chœurs (2)
- Anna Calvi : Chœurs (6, 7)
- Brian Eno : Chœurs (10)
- Andy Hughes : Chœurs (2)
- Jim Sclavunos : Batterie (3)
- Flood : Tambourin (7)

## Producteurs
- Dimitri Tikovoï, Rob Ellis : Production
- Andy Hugues : Ingénieur
- Mike Bailey, Scott Knapper : Assistants ingénieurs
- François Ravard : Producteur exécutif
- John Dent : Mastering
- Flood : Mixing
- Adam 'Cecil' Bartlett, Drew Smith : Assistants au mixing
- Stéphane Sednaoui : Photographies
- Atelier 32, Chloé Berthaudin, Diego Fellay : Design
- Marc Ascoli : Direction artistique